# Sundamys annandalei
Sundamys annandalei är en däggdjursart som först beskrevs av Bonhote 1903.  Sundamys annandalei ingår i släktet Sundamys och familjen råttdjur. IUCN kategoriserar arten globalt som livskraftig. Inga underarter finns listade.
Efter taxonomiska studier under 2000-talet flyttades arten från släktet råttor (Rattus) till släktet Sundamys.
Vuxna exemplar är 17,3 till 22,0 cm långa huvud och bål), har en 22,5 till 26,3 cm lång svans och väger 155 till 261 g. Bakfötterna är 3,7 till 4,1 cm långa och öronen är 2,0 till 2,3 cm stora. På ovansidan förekommer gråbrun päls och undersidan är täckt av ljus gulgrå till vit päls.
Denna råtta förekommer på södra Malackahalvön och på centrala Sumatra. Habitatet utgörs av mera öppna skogar. Individerna vistas i lägre delar av växtligheten och på marken. Arten håller sig vanligen nära vattendrag och andra fuktiga platser. Den besöker även odlingsmark.
Födan utgörs antagligen av växtdelar och smådjur.